# اصغر آبگون
اصغر آبگون (زادهٔ ۱۳۳۸ در تهران) صدابردار، صداگذار و میکس‌کنندهٔ صدا در سینمای ایران است. وی دارای مدرک درجه یک هنری از وزارت فرهنگ و ارشاد اسلامی است

## زندگی‌نامه
اصغر آبگون فارغ‌التحصیل کارگردانی و صدابرداری از دانشکده صدا و سیما است و فعالیت خود را در تلویزیون به عنوان کارگردان و صدابردار آغاز کرد، از جمله آثار شاخص وی در تلویزیون میتوان به نویسندگی و کارگردانی سریال یحیی و گلابتون اشاره کرد که از اولین سریال های سیتکام موفق در ایران بود، و همچنین فعالیت سینمایی خود را با صدابرداری فیلم ارتفاع پست به کارگردانی ابراهیم حاتمی کیا آغاز کرد.

### سینمایی
- ارتفاع پست
- حوا، مریم، عایشه
- قلب سفید قاصدک‌ها
- گلوگاه (فیلم)
- زمزمه با باد
- آتشکار (فیلم)
- روز باران (فیلم)
- گزارش مریم
- آفتابگردان‌های وحشی
- این زن حرف نمی‌زند
- موج سوم (فیلم)

### تلویزیون
- خاک سرخ
- مختارنامه
- حلقه سبز
- هوش سیاه ۱ و ۲
- حلقه سبز
- لژیونر (مجموعه تلویزیونی)
- عملیات ۱۲۵
- زخم (مجموعه تلویزیونی)
- آنجاکه زاده شدم
- خشاب خالی
- صندوقخانه
- عملیات ۱۲۵ سری سوم
- دانی و من
- محله لب آب (تله فیلم)

### مستند
- طرقه
- ملاخدیجه و بچه‌ها
- مدرسه سید قلیچ ایشان
- امامزاده های ایران
- مساجد ایران
- آهنگران ( مستند پناهندگان)
- هشت قطعه کوتاه شبانی
- پری خوانی
- محرم در بروجرد

### جوایز و افتخارات
- برنده سیمرغ صدا در جشنواره فیلم فجر برای فیلم ارتفاع پست ساخته ابراهیم حاتمی کیا
- لوح تقدیر شانزدهمین جشنواره فیلم رشد برای صدابرداری فیلم نقاره کوبی ساخته رضا کریمی
- لوح تقدیر چهاردهمین جشنواره بین‌المللی فیلم رشد برای فیلم در مدرسه سید قلیچ ایشان ساخته فرشاد فداییان
- جایزه صدابرداری بیست و هفتمین جشنواره بین‌المللی فیلم رشد برای بچه‌های هامون ساخته مسعود کرامتی
- نامزد بهترین فیلم مستند سومین جشنواره سیما، چهارمین جشنواره فیلم و ویدئو سوره و جشنواره داک لایپزیک آلمان ۱۹۹۷ برای فیلم کودکان سرزمین ایران
- جایزه صدابرداری نوزدهمین جشنواره بین‌المللی فیلم رشد برای فیلم سرزمین طوس ساخته محسن نظری
- برنده جایزه پنجمین جشنواره هنری ادبی روستا برای فیلم زندگی عشایری ایران ساخته مسعود جلالی نژاد
- تندیس طلایی بهترین فیلم مستند چهارمین جشنواره هنری ادبی روستا برای فیلم تمدن آبی ساخته مسعود جلالی نژاد